# A Song For You
A Song For You är ett studioalbum av den amerikanska rapparen Bizzy Bone, släppt den 24 april, 2008. Artister som DMX, Joe Madden (från Good Charlotte), Twista, Krys Ivory och Chris Notez gästar på albumet. 
Den första singeln "Money" (med Twista) släpptes 2007 och följdes av den andra singeln "A Song For You" (med DMX och Chris Notez) som släpptes 2008, som det även spelades in en musikvideo för.

## Låtlista
| Nr | Namn                | Gästartist(er)    | Längd |
| -- | ------------------- | ----------------- | ----- |
| 1  | Prelude             | DMX & Chris Notez | 0:51  |
| 2  | A Song For You      | DMX & Chris Notez | 3:58  |
| 3  | I'm The One         | Joel Madden       | 4:14  |
| 4  | Muddy Waters        | L. Calloway       | 4:08  |
| 5  | Money               | Twista            | 4:19  |
| 6  | What Have I Learned |                   | 3:33  |
| 7  | Mercy Mary          |                   | 4:01  |
| 8  | I Truly Believe     | Krys Ivory        | 4:33  |
| 9  | Ballin'             | Jim Jones         | 3:48  |
| 10 | I Need You          | Chris Notez       | 3:53  |
| 11 | Hard Times          | Chris Notez       | 3:46  |
| 12 | Memories            |                   | 4:17  |
| 13 | Real (Freestyle)    | Chris Notez       | 3:24  |
| 14 | Crossroads (Outro)  |                   | 1:23  |